# Kanggye
Kanggye är en industristad i Nordkorea och huvudstad i provinsen Chagang och befolkningen uppgick till 251 971 invånare vid folkräkningen 2008. Staden har sedan Joseon-dynastin (1392-1910) varit av militär betydelse.

## Geografi
Kanggye ligger där fyra floder förenas, däribland floden Changja.

## Transport
Staden är ett transportcentrum och är förenad med bilvägar till andra städer. Även järnväg och flyg finns. Kanggye är en järnvägsknut för Kanggyelinjen och Manpolinjerna. Det går även motorvägar härifrån till Pyongyang och andra städer. Nära staden finns även en militär- och civilflygplats.

## Kultur och utbildning
I staden finns bland annat universitetet Kanggye utbildningsuniversitet och flera turistattraktioner. Två av de mest kända turistställena är Inphung Pavilion och Ryonhwaberget. Kanggye är också ett varumärke på en traditionell spritsort kallad Paekrosul (Brandy, grape liqueur, 40%), tillverkad i Nordkorea.

## Industri
Från och med 1945 har fabriksindustrin snabbt utvecklats och Kanggye klassas som en industristad. Gruvindustrin är även en stor arbetsgivare i staden där de producerar koppar, zink, kol och grafit.